# Assassinato de Brianna Denison
Brianna Zunino Denison (29 de março de 1988 - 20 de janeiro de 2008) foi uma estudante da faculdade abduzida, no dia 20 de janeiro de 2008, da casa de um amigo em Reno, Nevada. Seu corpo foi descoberto no dia 15 de fevereiro de 2008, num campo próximo ao parque empresarial de Reno, após ter sido estuprada e assassinada. Um homem chamado James Biela foi condenado pelo assassinato.

## Contexto
Brianna Denison frequentou a escola de ensino médio de Reno, em Nevada, graduando-se em junho de 2006. Denison estava em casa durante as férias de inverno da Faculdade de Santa Barbara, onde estudava psicologia. Ela e suas amigas participaram de eventos relacionados ao Summer Winter Action Tours LLC (uma agência de turismo que atende estudantes), fim de semana de Martin Luther King Jr. em Reno; Denison já teria participado deste evento no passado. Ela foi vista pela última vez no dia 20 de janeiro de 2008, aproximadamente às 4h (hora do Pacífico) na casa de sua amiga, próxima ao campus da Universidade de Nevada. Esta residência fica em Mackay Court em Reno, onde ela estava se hospedando, após ter ido a uma festa no Hotel Sands Regency, na Avenida North Arlington. Sua amiga acordou por volta das 9h e não encontrou Denison. Uma pequena marca de sangue foi encontrada no travesseiro em que Denison dormiu naquela noite, o que levou sua amiga a alertas os pais de Denison e as autoridades locais. Denison deixou a casa sem seus sapatos, telefone celular ou bolsa. As autoridades acreditaram que estivesse usando somente uma calça de moletom e uma blusa branca. Posteriormente, seu corpo foi encontrado vestindo somente meias cor laranja fluorescente.
Nos dias seguintes, o Deparamento de Polícia de Reno conduziu uma investigação forense na residência de Mackay Court onde Denison estava se hospedando quando ela foi abduzida e encontraram 'DNA de toque' pertencente a um homem desconhecido na maçaneta da porta. Eles também descobriram que o sangue no travesseiro era mesmo de Denison. Inicialmente, os investigadores começaram a focar num cenário de sequesto.

### Busca
Em 21 de janeiro de 2008, os detetives iniciaram a busca fazendo uma varredura pela Universidade de Nevada, Reno, à procura de Denison. O FBI (Bureau de Investigação Federal) também se juntou à força-tarefa de busca. Posteriormente, os investigadores descobriram que o DNA masculino encontrado no sofá onde Denison estava dormindo na noite em que desapareceu estava ligado a pelo menos dois ataques com motivação sexual que haviam acontecido antes na mesma área, um no dia 13 de novembro e outro no dia 16 de dezembro de 2007.
Em 29 de janeiro de 2008, uma mulher de Reno alegou conhecer outra vítima que disse ter sido estuprada com uma arma apontada em sua cabeça na garagem do campus Universidade de Nevada, Reno, em outubro de 2007, mas que não havia reportado o crime. A polícia começou interrogando quase 100 agressores sexuais fichados que viviam no raio de 1,6 km da casa em MacKay Court.
Cerca de 1,7 mil voluntários ajudaram na busca por um área de 260km² durante o período que Denison esteve desaparecida, incluindo a primeira dama da época Senhora Dawn Gibbons (esposa do, então, governador Jim Gibbons).
Em 15 de fevereiro de 2008, Albert Jimenez de Reno estava voltando do seu intervalo de almoço do restaurante Subway. Enquanto andava pela rua, ele notou um tecido de cor laranja fluorescente destacando-se entre uma pilha de galhos de árvores descartados numa vala. Quando ele se aproximou, viu que as meias laranja fluorescentes estavam colocadas em pés. O que ele achou que era um manequim, na verdade, era uma mulher falecida. Jimenez tinha ouvido sobre o sequestro de Brianna Denison, mas não pensou que a vítima se parecia com as fotos que ele havia visto nos outdoors. Jimenez não tinha um telefone celular, então, ele voltou rapidamente para o seu local de trabalho, a EE Technologies, e ligou para a polícia de Reno. Quando a polícia chegou no lote ao sul de Reno, eles disseram a Jimenez que a vítima era Denison. No dia 16 de fevereiro de 2008, um relatório da autópsia confirmou que o corpo encontrado no campo próximo ao parque empresarial de Reno era de Brianna Denison.

## Suspeito
Em 29 de janeiro de 2008, a polícia de Reno soltou uma descrição do criminoso desconhecido. A pessoa em questão também foi ligada a pelo menos duas tentativas de agressão sexual em novembro e dezembro de 2007, e uma mulher alegou ter sido estuprada na garagem do estacionamento em outubro. Vítimas anteriores também deram informações detalhadas o suficiente para a polícia fazer o retrato falado do suspeito. Um item de roupa íntima foi encontrado próximo ao corpo de Denison, junto com o DNA do criminoso e o DNA de uma mulher desconhecida. A polícia disse que o item de vestuário não pertencia à Denison e que ele teria sido deixado perto do corpo para enganar os investigadores. A polícia pediu que qualquer pessoa que reconhecesse o item de vestuário como seu que se pronunciasse, para que eles pudessem saber a identidade do criminoso.

### Prisão
Na terça-feira do dia 12 de novembro de 2008, James Michael Biela, de 27 anos, de Sparks, Nevada, foi preso e autuado na Prisão do Condado de Washoe pelos crimes de assassinato, sequestro em primeiro grau e agressão sexual. A prisão ocorreu enquanto ele deixava o filho no Centro Infantil Stepping Stones, em Reno. Uma amostra de DNA foi coletada de Biela. Ele já havia sido preso em 2001 por ameaçar o vizinho de sua ex-namorada com uma faca.
Durante uma coletiva de imprensa realizada pelo Departamento de Polícia de Reno, na quarta-feira do dia 26 de novembro de 2008, foi confirmado que o DNA coletado de Biela batia com o DNA encontrado na cena do crime, ligando-o positivamente ao assassinato de Brianna Denison e às prévias agressões sexuais.
Nessa mesma coletiva de imprensa, foi dito que uma amiga de sua namorada havia entregado Biela por meio do programa de Proteção à Testemunha em 1o de novembro de 2008. A namorada de Biela confidenciou a esta amiga que ela havia encontrado roupas íntimas desconhecidas por ela na caminhonete de Biela, quando estavam voltando de uma viagem ao estado de Washington, onde Biela havia assumido um trabalho em março. As notícias espalhadas pela imprensa começaram a circular, incluindo um retrato falado de um suspeito e uma descrição do veículo usado em outros estupros durante os meses anteriores à abdução de Brianna. De acordo com o Chefe do Departamento de Polícia de Reno Michael Poehlman, os detetives interrogaram Biela após a denúncia da testemunha sob proteção aparecer. Ele negou o envolvimento e se recusou a fornecer amostras de DNA. A namorada de Biela também foi interrogada e deu permissão à polícia para obter o DNA de seu filho de 4 anos de idade, do qual Biela era o pai. O teste indicou que um parente direto do filho de 4 anos havia deixado DNA na casa onde Brianna Denison foi abduzida e em outro estupro que havia acontecido no mês anterior. Com essas evidências, a polícia de Reno obteve um mandado de prisão e outro para obter o DNA de Biela. O Chefe Poehlman anunciou na coletiva de imprensa que o laboratório do Departamento do Xerife do Condado de Washoe testou o DNA de Biela, que correspondeu com o DNA do caso Deninson, outro estupro. O Promotor do Distrito do Condado de Washoe Dick Gammick disse aos repórteres na coletiva de imprensa que estaria processando o caso com um de seus principais delegados criminais, Elliot Sattler, e que seu gabinete buscaria a "pena máxima" para Biela, até incluindo a "pena de morte".
No seu caminho para Washington, também foi anunciado que Biela havia vendido sua caminhonete em Idaho, a qual batia com a descrição do veículo usado nas agressões sexuais anteriores. Na coletiva de imprensa, os oficiais disseram que o veículo havia sido recuperado para ser investigado e usado como evidência no caso contra Biela.

### Julgamento e Sentença
Na quinta-feira do dia 27 de maio, Biela foi considerado culpado do assassinato de Brianna Denison. Após deliberar por cerca de nove horas, o júri deu um veredito de culpado para todas as acusações contra Biela, que incluíram sequestro, agressão sexual e assassinato. Os advogados de defesa argumentaram contra a pena de morte, declarando que Biela foi abusado na infância por causa de seu pai alcoolista, que ele vinha sendo um membro produtivo para a sociedade antes de seus crimes, e que ele era um prisioneiro modelo. Os jurados não aceitaram esses fatores atenuantes e aplicaram a pena de morte. Em 30 de julho de 2010, o juiz Robert Perry condenou Biela a quatro penas de prisão perpétua adicionais por múltiplas acusações de estupro e sequestro associados aos ataques de duas vítimas antes da abdução e assassinato de Denison. Biela recorreu à Suprema Corte de Nevada para reverter a negação do seu mandado de habeas corpus de 2012 pelo tribunal do segundo distrito judicial do Condado de Washoe. Sua mais recente apelação foi negada em 12 de junho de 2019, quando a Suprema Corte de Nevada "considerou os argumentos de Biela e concluiu que eles não justificam a reparação; ORDENAMOS que o julgamento do tribunal distrital SEJA CONFIRMADO".

## Repercussões
A venda de armas de fogo, armas de choque e spray de pimenta aumentou drasticamente na região da Universidade de Nevada, em Reno, após o corpo de Denison ter sido encontrado. A mãe de Denison criou a Fundação 'Traga Justiça a Bri' [Original: Bring Bri Justice Foundation], com o objetivo de tentar implementar mudanças após o corpo de Denison ter sido encontrado.
Em 23 de fevereiro de 2008, centenas de pessoas compareceram a uma vigília realizada em Reno para Denison.

### Atenção da mídia
O caso recebeu uma proeminente atenção da mídia nacional, incluindo coberturas por canais de notícias nacionais como Fox News, CNN, ABC News, MSNBC e CBS News. O caso foi televisionado em 2008 num episódio de Dr. Phil e foi apresentado como Caso #7 no especial da E! Entertainment de 2009, 'Jovem Linda & Desaparecida: 15 Crimes Impensáveis' [Original: Young Beautiful & Vanished: 15 Unthinkable Crimes]. O caso também foi transmitido no programa '20/20' do canal OWN, e no programa 'Identidade de Suspeitos Incomuns, Desaparecidos em Reno' [Original: ID1s Unusual Suspects, Vanished in Reno], temporada 6, episódio 1.